# ريدر (مدينة)
ريدر (قبل عام 2002 لنينوغورسك)، هي مدينة في شرق كازاخستان وتقع في الأوبليس الشرقي. بلغ عدد سكانها 50500 نسمة في عام 2009.

## اقتصاد
يتركز اقتصاد المدينة حول عمليات استغلال المناجم، وخاصة الزنك والرصاص.